# Krámer Miklós
Krámer Miklós (Budapest, 1921. október 18. – Budapest, 1963. augusztus 1.) magyar orvos, biokémikus, biológus, a biológiai tudományok kandidátusa (1957).

## Életpályája
Apja Krámer Malkiel (1878–1932) főkönyvelő, a Pesti Izraelita Hitközség titkára, anyja Tauber Matild (1887–1965) volt.
Középiskolai tanulmányait a Pesti Izraelita Hitközség Gimnáziumában végezte; 1939-ben kitüntetéssel tett érettségi vizsgát. A budapesti Pázmány Péter Tudományegyetemen 1949. január 29-én avatták orvosdoktorrá.
1950 és 1953 között a Magyar Tudományos Akadémia orvosi osztályának szaktitkára volt. 1957–1958-ban Londonban dolgozott Martin R. Pollock professzor mellett. 1960-ban a Society for General Microbiology tagjává választották. 1960-ban a Budapesti Orvostudományi Egyetem (BOTE) Orvosi Vegytani Intézetének adjunktusa lett. 1961-től az Országos Korányi TBC Intézet biokémiai osztályának vezetője volt.
Kutatásai során a fehérje-bioszintézis problémáival, közelebbről az induktív enzimszintézis kérdéseivel foglalkozott. Sokat tett a tudomány népszerűsítése terén, elsősorban a molekuláris biológia megismertetésében.
Felesége Schwartz Zsuzsanna volt, akivel 1946-ban Budapesten kötött házasságot.

## Művei
- Adatok a fehérjék bioszintézisének kérdéséhez (kandidátusi disszertáció, 1957)
- Molekuláris Genetika (MTA Biológiai Osztály Közleménye, VI. 1963)